# Секхоб
Секхоб (англ. Sekhobe) — одна з місцевих громад, що розташована в районі Бута-Буте, Лесото. Населення місцевої громади у 2006 році становило 3 874 особи.